# Humbu
Il Popolo Humbu, o anche chiamato Wuum , è un popolo autoctono della Regione di Kinshasa che vive nella parte occidentale della Repubblica Democratica del Congo. La loro capitale è Lemba, un comune di Kinshasa. Sono ormai assimilati alla popolazione Téké o Bateke, dopo che questi li hanno colonizzati nel XVIII secolo. La loro lingua, il Kiwumbu, è vicina allo yaka e fa parte delle Lingue Teke.
Insediati sulle rive del fiume Congo, hanno prosperato a lungo grazie al commercio di avorio e stoffe. Le loro terre consuetudinarie comprendono: Lemba, Limete, Masina, Makala, Kintambo, Gombe (Kinshasa), Selembao, Binza, Lutendele e Benseke.
Nel 2008, il loro capo consuetudinario era Matadi Kibala.